# GRUNK
El Gobierno Real de Unión Nacional de Kampuchea (en francés: Gouvernement Royal d'Union Nationale du Kampuchéa; en camboyano: រាជរដ្ឋាភិបាលរួបរួមជាតិកម្ពុជា), por lo general conocido por su acrónimo en francés GRUNK, fue un gobierno en el exilio de Camboya, con sede en Pekín, que existió entre 1970 y 1976. Oficialmente tuvo el control de Camboya durante un breve período entre 1975 y 1976.
El GRUNK estaba formado por una coalición (el Frente Unido Nacional de Kampuchea, o FUNK) entre los partidarios del Príncipe Norodom Sihanouk que se encontraba exiliado y los miembros del Partido Comunista de Kampuchea (comúnmente conocidos como el Jemer Rojo, una denominación que el mismo Sihanouk les había dado). El GRUNK se estableció con apoyo chino, poco tiempo después que Sihanouk fuera depuesto en el golpe de Estado de Camboya de 1970; hasta ese entonces los insurgentes del Jemer Rojo habían estado peleando en contra del régimen Sangkum de Sihanouk.